# 费德里克·戴克斯
费德里克·戴克斯（英語：Fedrick Dacres，1994年2月28日—）是一名牙买加铁饼运动员。
他在2011年世界青少年田径锦标赛中赢得金牌，成为第一个达成该成就的牙买加铁饼运动员。之后他又在2012年世界青年田径锦标赛中赢得金牌，同样成为第一个达成该成就的牙买加铁饼运动员。